# 昂蓋峰
46°31′14″N 12°38′05″E / 46.52056°N 12.63472°E
昂蓋峰（義大利語：Cresta di Enghe），是意大利的山峰，位於該國東北部，處於弗留利-威尼斯朱利亞大區和威尼托大區接壤的邊界，屬於卡爾尼克阿爾卑斯山脈的一部分，海拔高度2,414米。